# Klaus Gysi
Klaus Gysi (ur. 3 marca 1912 w Berlinie, zm. 6 marca 1999 tamże) – wschodnioniemiecki polityk i dyplomata, minister kultury (1966–1973), ambasador we Włoszech i na Malcie (1973–1978), sekretarz stanu ds. kościelnych (1979–1988). 

## Życiorys
Urodził się w żydowskiej rodzinie lekarza i księgowej. Był działaczem Komunistycznego Związku Młodzieży Niemiec (niem. Kommunistischer Jugendverband Deutschlands, KJVD), Międzynarodowej Organizacji Pomocy Rewolucjonistom (MOPR), Socjalistycznego Związku Studentów (niem. Sozialistischer Schülerbund) oraz Komunistycznej Partii Niemiec (niem. Kommunistische Partei Deutschlands, KPD). W latach 1931–1935 studiował ekonomię we Frankfurcie nad Menem, Paryżu i Berlinie. Po relegowaniu z ostatniej uczelni wyjechał studiować do Cambridge. Przez krótki okres przebywał we Francji, następnie wrócił w 1940 do Niemiec, podejmując pracę dla wydawnictwa "Hoppenstedt Holding" i prowadząc nielegalną działalność polityczną. 
W 1946 przystąpił do Niemieckiej Socjalistycznej Partii Jedności (niem.Sozialistische Einheitspartei Deutschlands, SED). W latach 1945–1948 był redaktorem naczelnym propagandowego pisma "Aufbau", działał w Związku Kulturalnym NRD (niem. Kulturbund der DDR), będąc członkiem jego najwyższych władz. W latach 50. pracował w wydawnictwie "Volk und Wissen", był też do 1966 dyrektorem państwowego wydawnictwa "Aufbau" (niem. Aufbau-Verlag).
W 1966 uzyskał nominację na ministra kultury. Następnie sprawował funkcję ambasadora NRD we Włoszech i na Malcie (1973–1978). Po powrocie do kraju objął funkcję sekretarza stanu ds. kościelnych, którym pozostał do 1988. W latach 1949–1954 i 1967–1990 sprawował mandat deputowanego Izby Ludowej. Był członkiem licznych gremiów partyjnych SED. 
Ze związku z Irene Gysi miał dwoje dzieci: córkę Gabriele – aktorkę, która w 1985 wyemigrowała do RFN, i syna Gregora – adwokata i polityka. 
Odznaczony m.in. Orderem Karla Marksa oraz Orderem Zasług dla Ojczyzny.